# Tartiflette

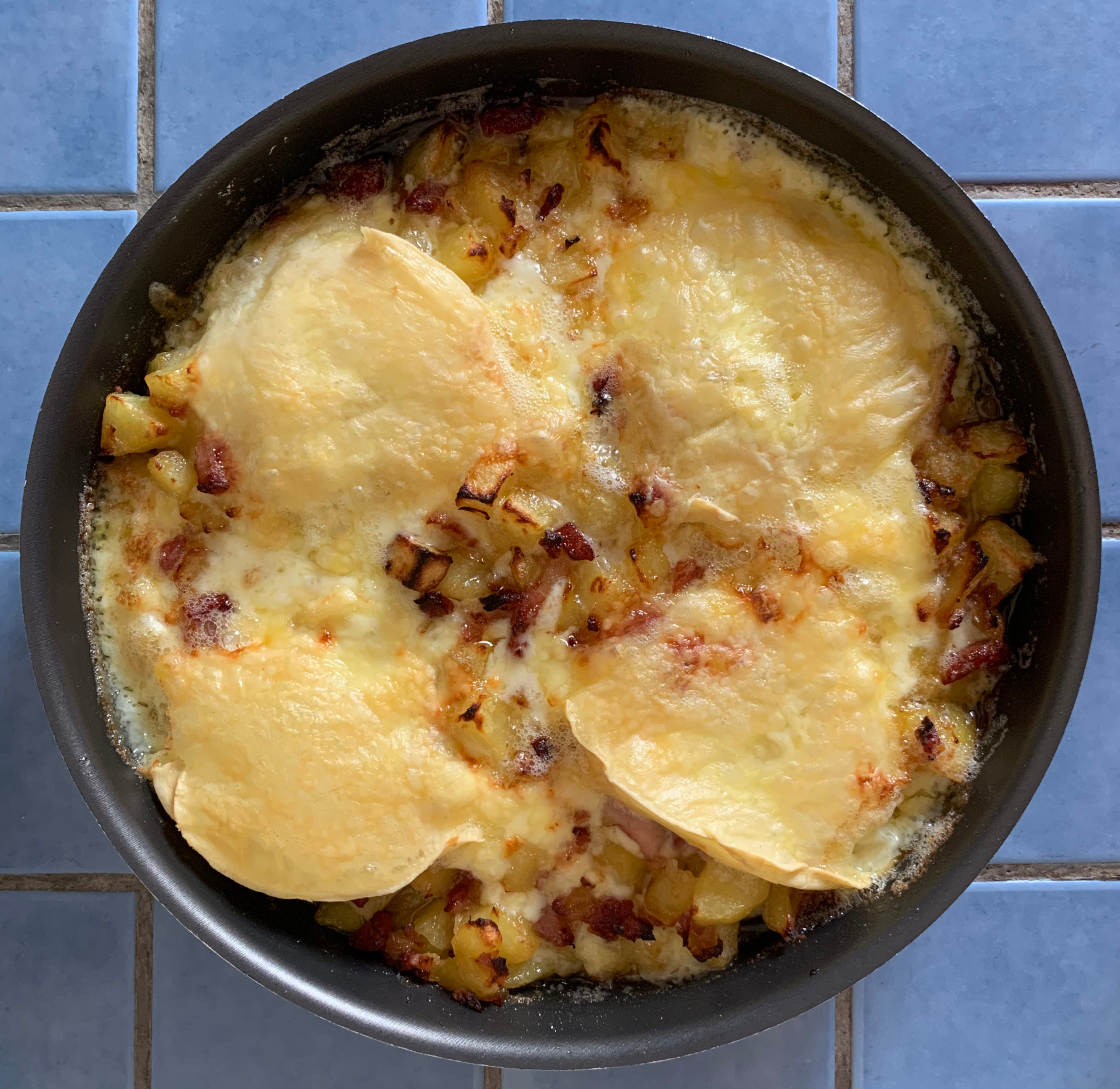
Tartiflette recién sacado del horno.

La tartiflette es una receta saboyana, que existe en una multitud de versiones. Contiene queso reblochon, patatas cocidas, cebollas, bacón, crème fraîche, pimienta, a veces algo de vino blanco, y se sirve todo junto gratinado. 
Históricamente la tartiflette nace en el macizo de los Aravis y del Val d'Arly, feudo del queso reblochon, pero no es un plato tradicional de la tierra. Su nombre procede de tartifla, que significa patata en arpitano de Saboya. En realidad, la receta fue inventada y divulgada por el Sindicato Interprofesional del reblochon, en los años ochenta, para doblar las ventas de este queso. Fue un éxito y todos los saboyanos hoy en día se sienten identificados con este plato. Esta "nueva" manera de cocinar el reblochon se inspira en un plato tradicional llamado la péla (que significa "sartén" en arpitano, el habla regional), en el que los ingredientes se salteaban en una sartén de mango largo.